# Porta delle polveri

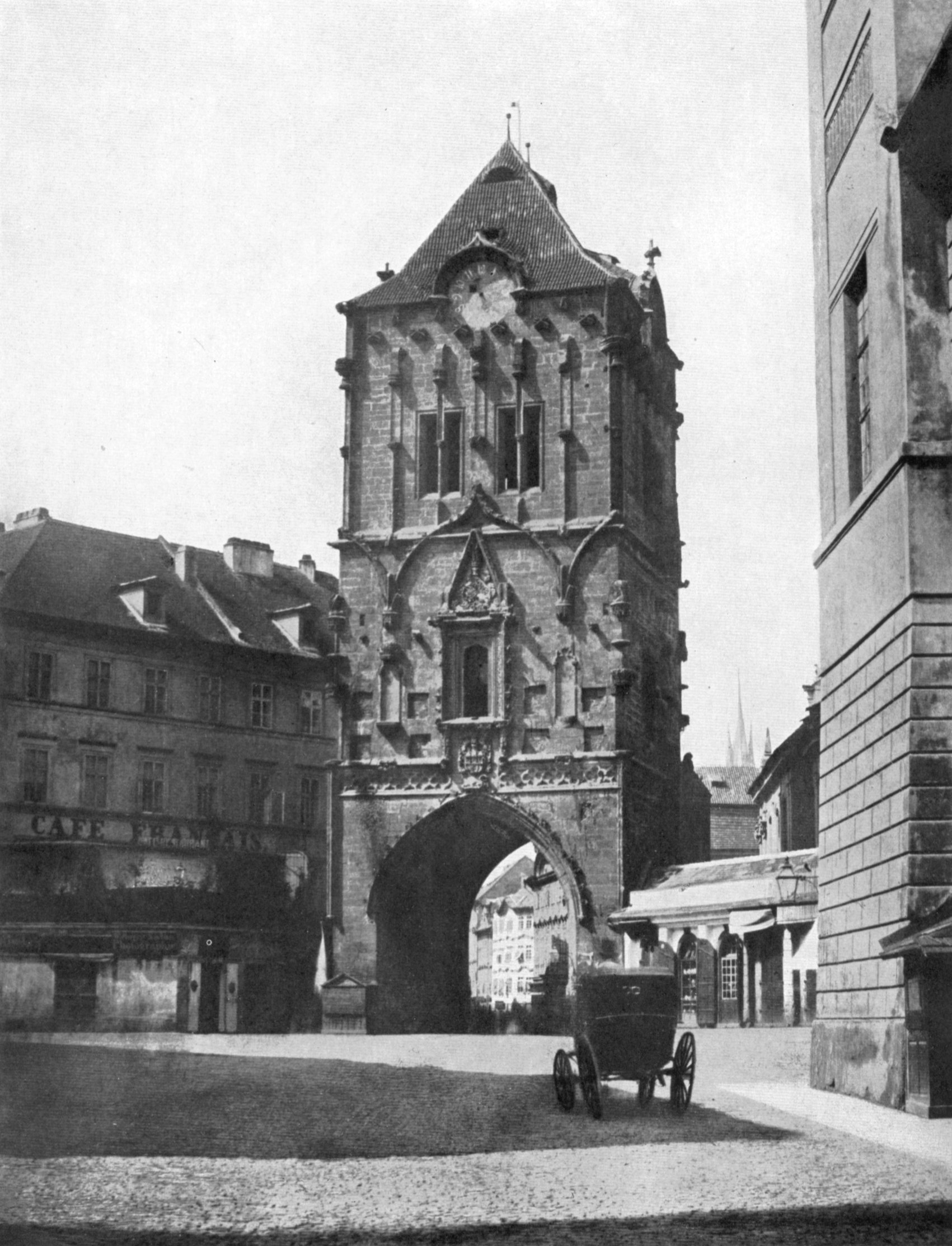
La porta delle Polveri nel 1865, prima della ricostruzione

La Porta delle polveri, o Torre delle polveri (in ceco Prašná brána), è una porta cittadina nella zona nord-orientale della Città Vecchia di Praga; risale all'XI secolo e, a quell'epoca, era una delle tredici porte che circondavano il centro della città.

## Storia
La Torre delle polveri è una delle 13 porte originali della Città Vecchia di Praga. La sua costruzione ha inizio nel 1475. La torre fu costruita con lo scopo di essere un ingresso decorativo alla città, piuttosto che una torre difensiva. La pietra di fondazione fu deposta da Ladislao II di Boemia. Il consiglio cittadino diede la torre a Ladislao II come regalo per l'incoronazione. Durante la costruzione fu chiamata la "Torre nuova". L'estetica si ispira al lavoro di Peter Parler sul Ponte Carlo.
Ladislao II fu costretto a trasferirsi a causa di rivolte, per questa ragione la costruzione della torre fu interrotta. Fece ritorno al Castello di Praga nel 1485, dove visse fino alla sua morte, come gli altri Sovrani di Boemia che vissero a Praga. La torre non fu utilizzata fino alla ripresa delle cerimonie di incoronazione nel 1836. Durante le cerimonie la torre era un punto di passaggio verso la Cattedrale di San Vito (Praga).
La porta fu utilizzata come polveriera nel XVII secolo, per questa ragione prese il nome di Porta delle polveri o Torre delle polveri. La porta subì gravi danni durante la Battaglia di Praga. Le statue furono sostituite nel 1876.